# Suhivți (Raduhivka), Rivne
Suhivți (în ucraineană Сухівці) este un sat în comuna Raduhivka din raionul Rivne, regiunea Rivne, Ucraina.

## Demografie
Componența lingvistică a localității Suhivți
     Ucraineană (99,64%)
Conform recensământului din 2001, majoritatea populației localității Suhivți era vorbitoare de ucraineană (99,64%), existând în minoritate și vorbitori de alte limbi.